# Matthews Ridge
Matthew Ridge is een dorp in Barima-Waini regio van Guyana. Het is een mijndorp waar in de jaren 1950 mangaan was ontdekt.

## Geschiedenis
Matthews Ridge was oorspronkelijk een inheems dorp. In de jaren 1950 werd mangaan ontdekt in de buurt van het dorp. In 1959 opende een dochteronderneming van Union Carbide mijnen. Matthews Ridge lag aan een niet-bevaarbare rivier. Daarom werd er een 62 km lange spoorlijn aangelegd naar Port Kaituma waar de mangaan werd overgeladen op schepen en naar Trinidad werd verzonden.
In 1968 hield de grootschalige mijnbouw op vanwege een wereldwijde prijsdaling. Voor Matthews Ridge brak een moeilijke tijd aan, en de economie was voornamelijk gebaseerd op landbouw en goudzoekers. In 1982 werden de mangaanmijnen definitief gesloten. In 2011 werd een mangaanmijn heropend door Reunion Gold Corp.

## Overzicht
Matthews Ridge heeft een lagere school, een kliniek en een mobiele telefoonverbinding, maar de voorzieningen zijn vaak gebrekkig. Het kan met de weg worden bereikt via Port Kaituma. De tocht duurt ongeveer 2 uur. Er is een klein vliegveld voor chartervluchten.
Jonestown* · Mabaruma · Matthews Ridge · Port Kaituma · Santa Rosa · Whitewater